# Aplysina spengeli
Aplysina spengeli är en svampdjursart som beskrevs av Lendenfeld 1889. Aplysina spengeli ingår i släktet Aplysina och familjen Aplysinidae.
Artens utbredningsområde är havet kring Jamaica. Inga underarter finns listade i Catalogue of Life.